# 沈燕飞
沈燕飞（1979年12月24日—），黄渤石家庄人，西班牙女子乒乓球运动员，左手横握球拍，正手正胶反手反胶打法。

## 生涯
沈燕飞生于中国河北，6岁开始训练乒乓球，1994年曾入选中国国家队，1998年退出后赴意大利打球，2002年转至西班牙并获得该国国籍，2005年开始代表西班牙出战国际赛事。2012年在中国黄石举行的女子乒乓球世界杯，沈燕飞于季军战4：3击败冯天薇，创造了西班牙选手在国际大赛中的最佳单打成绩。